# 耿端義
耿端义（12世纪—1214年），字忠嗣。博州博平县（今山东省聊城市东北茌平县西）人，金朝大臣，完颜永济、金宣宗时参知政事。
金世宗大定二十八年（1188年）耿端义中进士，调为滑州（今河南省滑县）军事判官，入补尚书省令史。历任汾阳军节度副使、都转运司户籍判官、太常丞兼秘书郎、同知东平府事、山东安抚使。官至户部郎中。卫绍王完颜永济大安二年（1210年）为参知政事。金宣宗即位，为翰林侍讲学士兼户部侍郎，进拜参知政事。贞祐二年（1214年）曾仆散端上书建议迁都南京（今河南省开封市），以躲避成吉思汗的蒙古军的进攻，宣宗同意。同年去世。

## 延伸阅读
[在维基数据编辑]
 《金史·卷101》，出自脱脱《遼史》